# Diocesi di Gbarnga
La diocesi di Gbarnga (in latino Dioecesis Gbarngana) è una sede della Chiesa cattolica in Liberia suffraganea dell'arcidiocesi di Monrovia. Nel 2021 contava 20.770 battezzati su 1.632.000 abitanti. È retta dal vescovo Anthony Fallah Borwah.

## Territorio
La diocesi comprende le contee di Bong, Lofa e Nimba in Liberia.
Sede vescovile è la città di Gbarnga, dove si trova la cattedrale dello Spirito Santo.
Il territorio è suddiviso in 17 parrocchie.

## Storia
La diocesi è stata eretta il 17 novembre 1986 con la bolla De Monroviensi di papa Giovanni Paolo II, ricavandone il territorio dall'arcidiocesi di Monrovia.

## Cronotassi dei vescovi
Si omettono i periodi di sede vacante non superiori ai 2 anni o non storicamente accertati.
- Benedict Dotu Sekey † (17 novembre 1986 - 13 dicembre 2000 deceduto)
- Lewis Zeigler † (30 maggio 2002 - 11 luglio 2009 nominato arcivescovo coadiutore di Monrovia)
- Anthony Fallah Borwah, dal 21 marzo 2011

## Statistiche
La diocesi nel 2021 su una popolazione di 1.632.000 persone contava 20.770 battezzati, corrispondenti all'1,3% del totale.
| anno | popolazione | popolazione | popolazione | presbiteri | presbiteri | presbiteri | presbiteri                | diaconi | religiosi | religiosi | parrocchie |
| anno | battezzati  | totale      | %           | numero     | secolari   | regolari   | battezzati per presbitero | diaconi | uomini    | donne     | parrocchie |
| ---- | ----------- | ----------- | ----------- | ---------- | ---------- | ---------- | ------------------------- | ------- | --------- | --------- | ---------- |
| 1990 | 7.274       | 826.000     | 0,9         | 20         | 4          | 16         | 363                       |         | 42        | 28        | 9          |
| 1999 | 9.540       | 880.000     | 1,1         | 5          | 3          | 2          | 1.908                     |         | 6         | 10        | 9          |
| 2000 | 9.600       | 880.000     | 1,1         | 5          | 3          | 2          | 1.920                     |         | 7         | 10        | 9          |
| 2001 | 10.465      | 880.500     | 1,2         | 6          | 6          |            | 1.744                     |         | 5         | 10        | 11         |
| 2002 | 12.247      | 950.000     | 1,3         | 4          | 3          | 1          | 3.061                     |         | 5         | 11        | 11         |
| 2003 | 14.290      | 970.000     | 1,5         | 4          | 3          | 1          | 3.572                     |         | 4         | 4         | 11         |
| 2004 | 14.300      | 970.000     | 1,5         | 3          | 3          |            | 4.766                     |         | 3         | 4         | 11         |
| 2006 | 16.200      | 1.353.000   | 1,2         | 5          | 3          | 2          | 3.240                     |         | 2         | 8         | 12         |
| 2007 | 17.000      | 1.408.000   | 1,2         | 8          | 4          | 4          | 2.125                     | 1       | 4         | 10        | 16         |
| 2013 | 19.700      | 1.543.000   | 1,3         | 6          | 5          | 1          | 3.283                     | 1       | 7         | 16        | 16         |
| 2016 | 20.630      | 1.618.217   | 1,3         | 11         | 8          | 3          | 1.875                     |         | 8         | 15        | 17         |
| 2019 | 21.900      | 1.722.100   | 1,3         | 14         | 7          | 7          | 1.564                     |         | 10        | 12        | 9          |
| 2021 | 20.770      | 1.632.000   | 1,3         | 15         | 8          | 7          | 1.384                     |         | 10        | 15        | 17         |